# بروس لي: عودة الأسطورة
بروس لي: عودة الأسطورة (بالإنجليزية:Bruce Lee: Return of the Legend) هي لعبة في الجيم بوي أدفانس نشرت عام 2003 تم تطويرها من قبل شركة فكيريوس فيجينز ونشرت في أوروبا من قبل شركة فيفندي جيمز في 21 مارس 2003 ونشرت لاحقا في 28 مارس 2008 في أمريكا الشمالية وتتحدث اللعبة عن المقاتل بروس لي الذي يحاول ان ينتقم لمعلمه من القاتل الذي قتله .

## روابط خارجية
- بروس لي: عودة الأسطورة على موبي غيمز